# Lago Ashtamudi

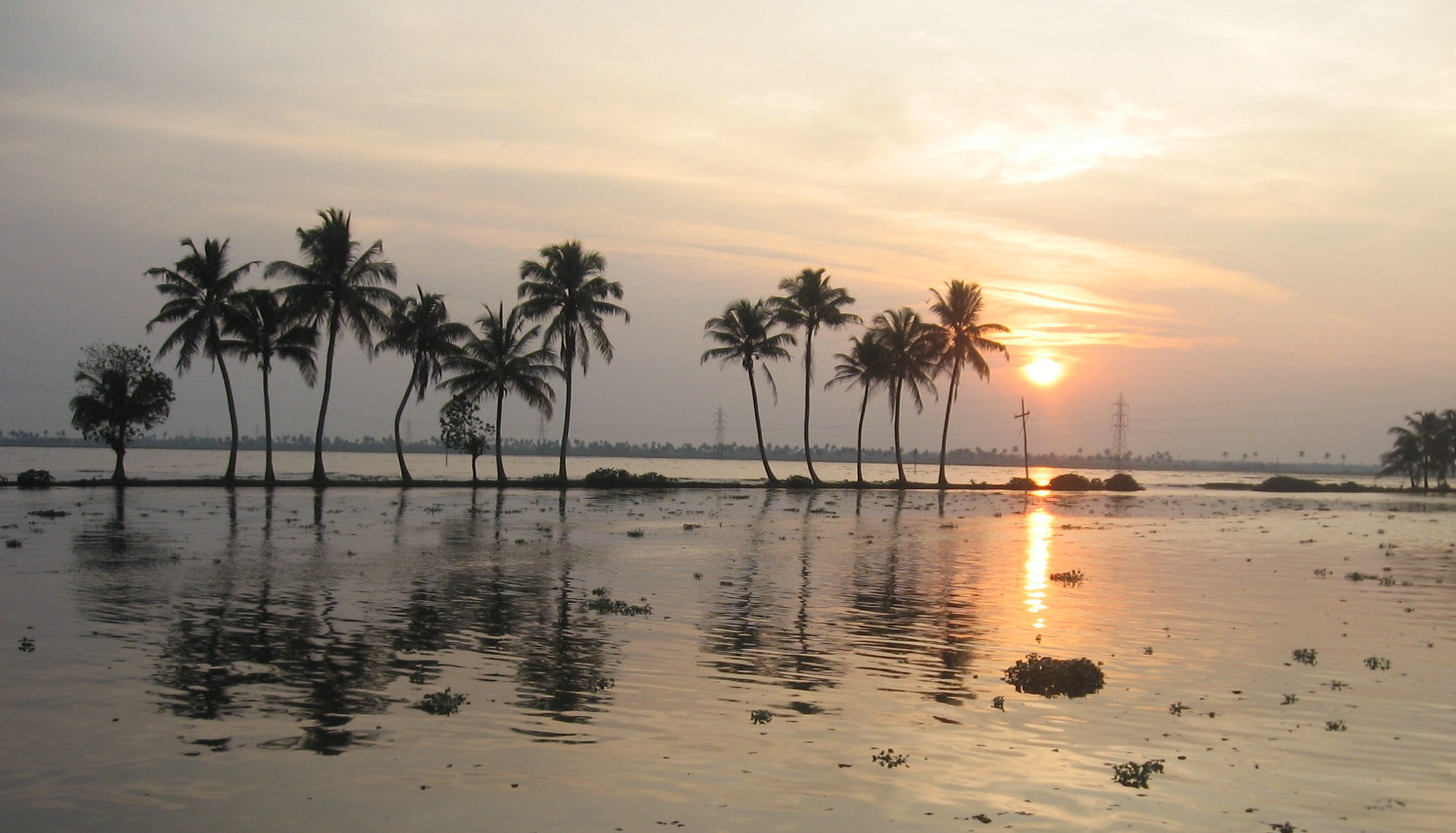
Lago Ashtamudi

O Lago Ashtamudi (Ashtamudi Kayal) está localizado no distrito de Coulão, no estado de Querala no sul da Índia. Ashtamudi (ashta=oito, mudi= braço) significa oito braços na língua local malaiala. É uma terra úmida de importância internacional definida pela Convenção de Ramsar.

## Galeria

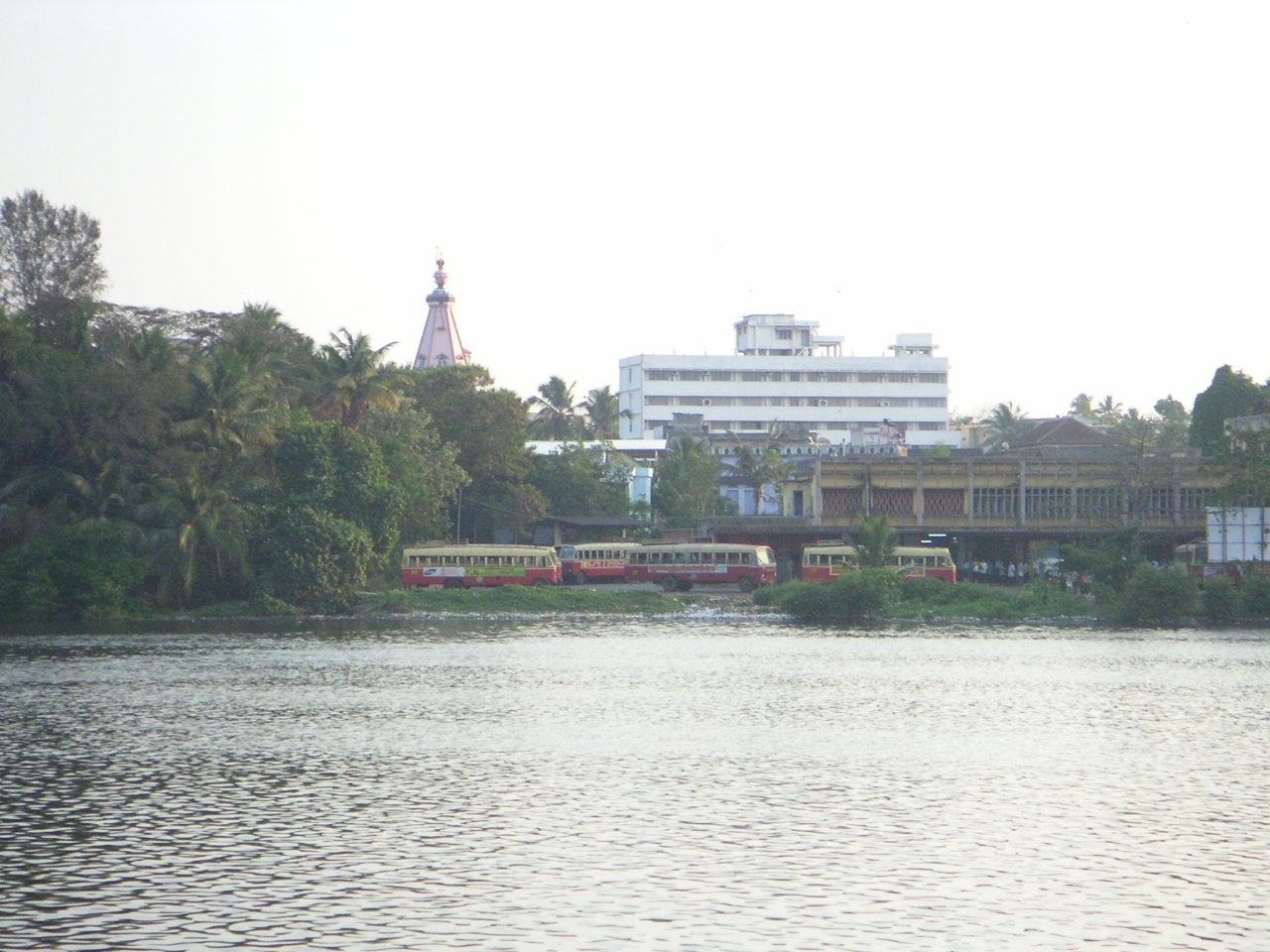
Quilon e margens
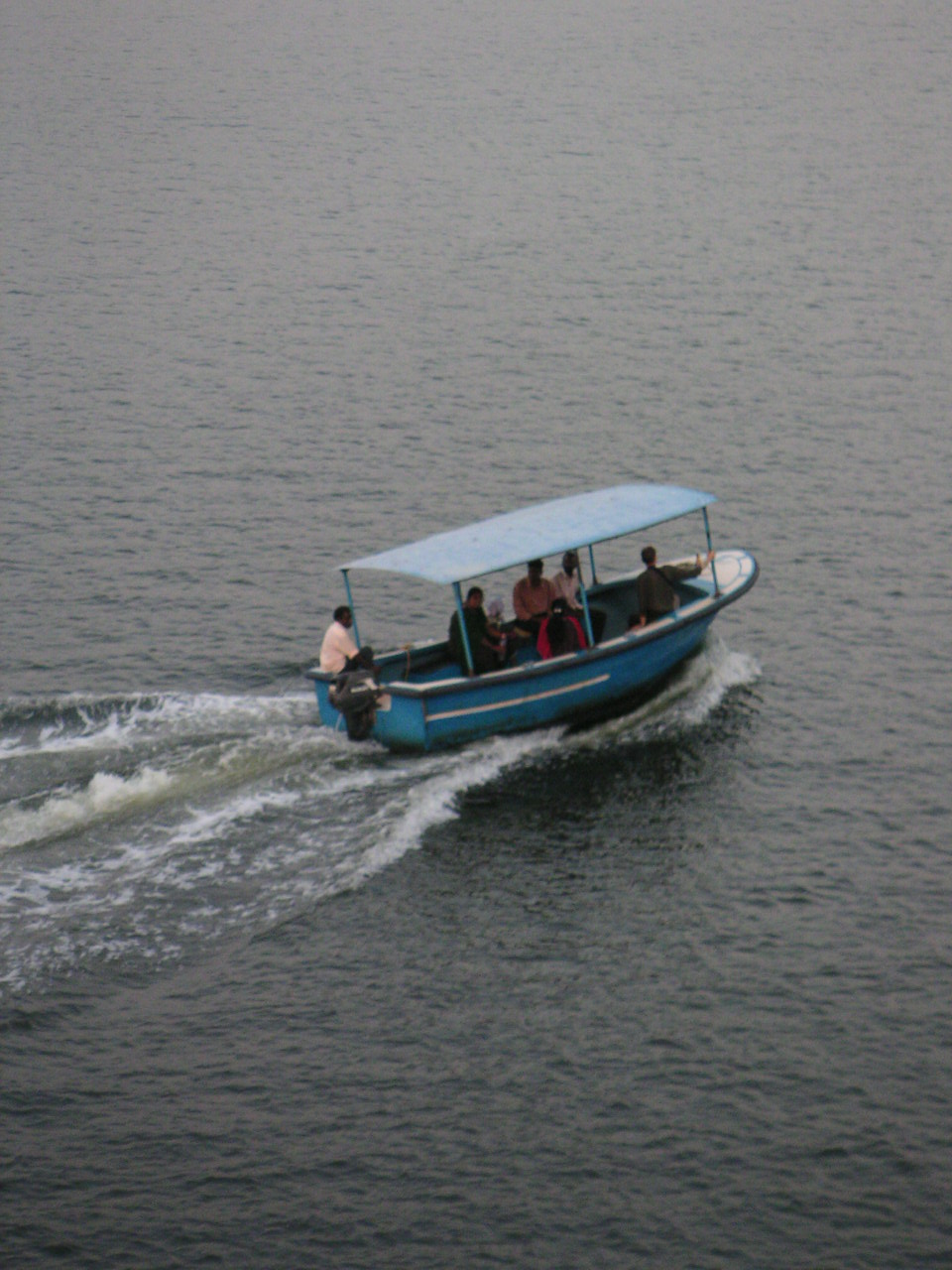
Navegação no lago
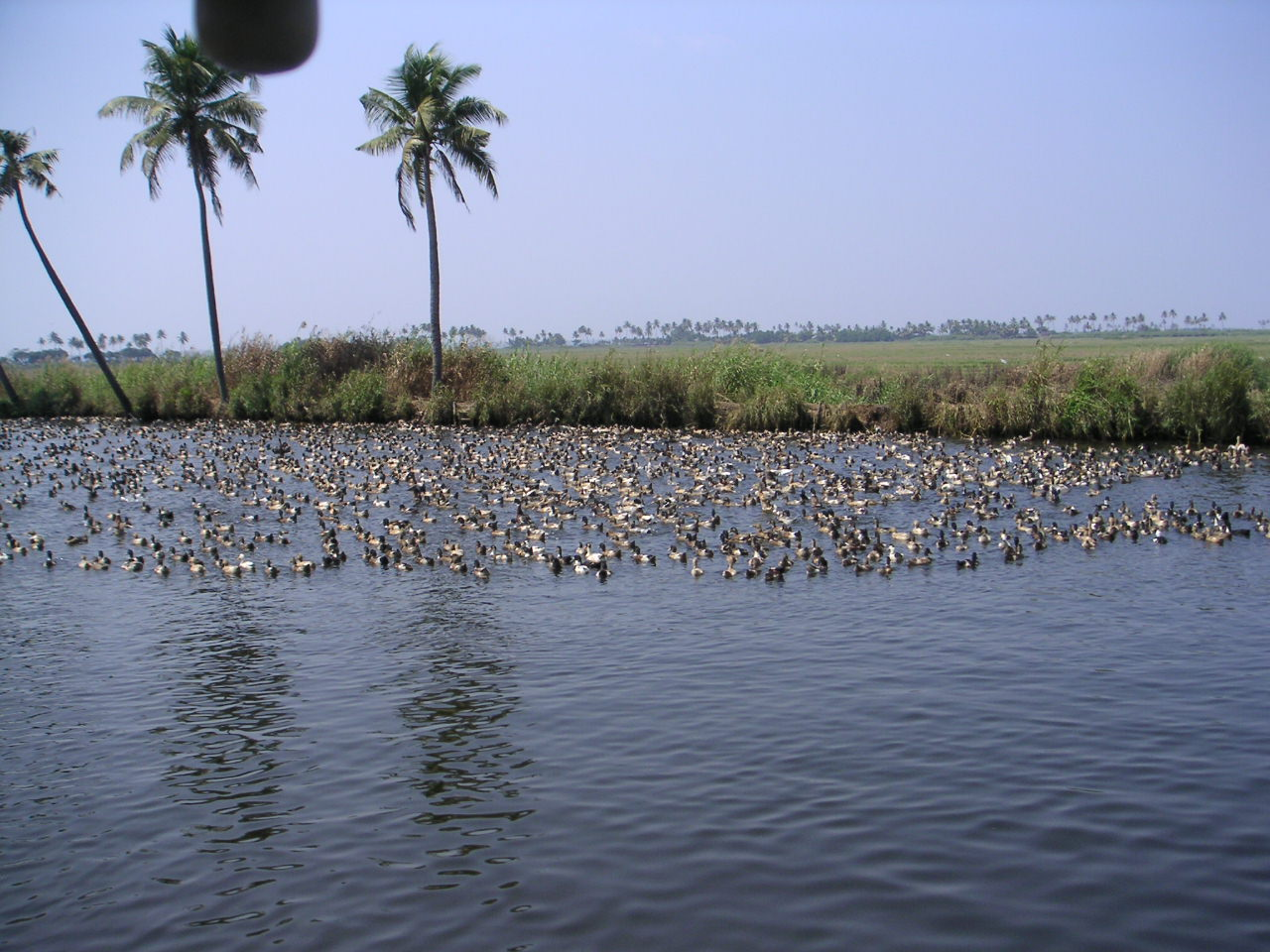
Lago Astamudi
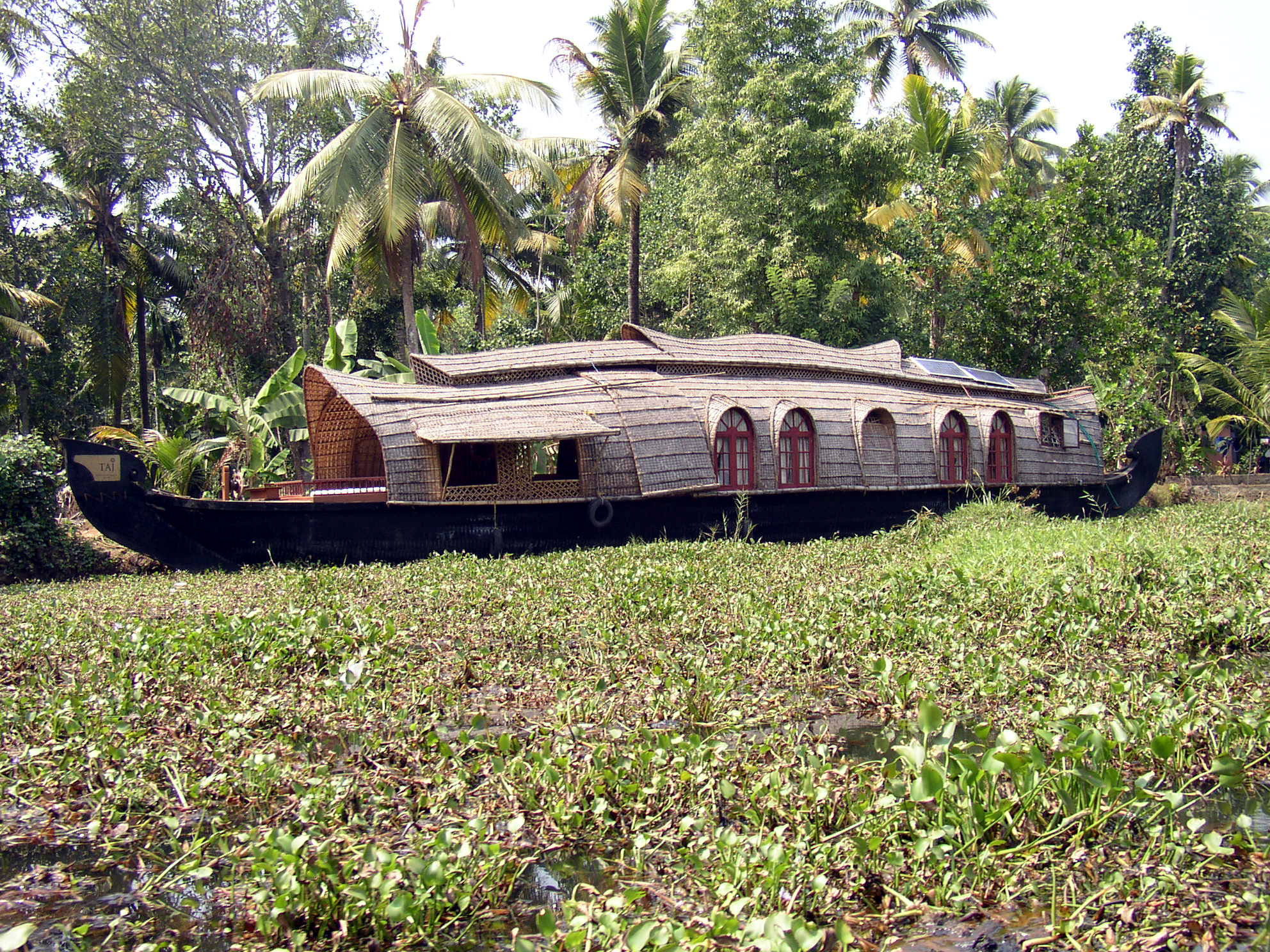
Barco-casa
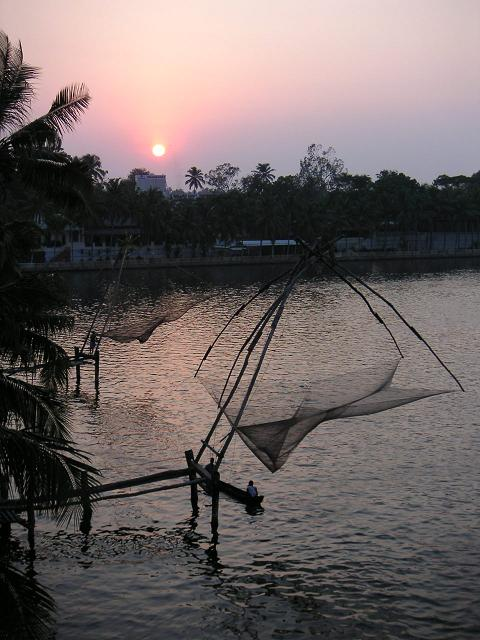
Rede tradicional
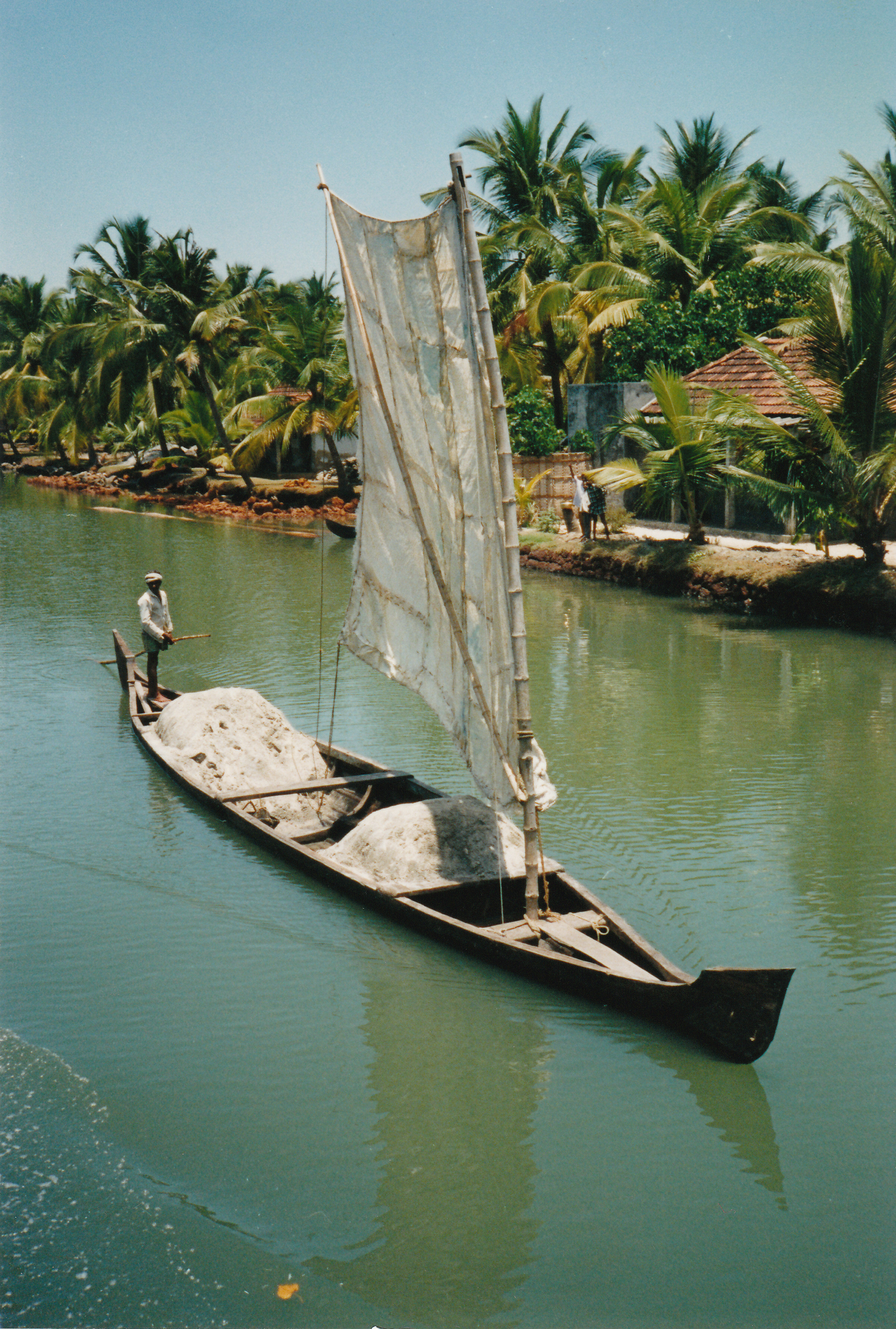
Barco tradicional